# Кут падіння (фільм)
«Кут падіння» (рос. «Угол падения») — радянський художній фільм 1970 року, знятий на кіностудії «Ленфільм».

## Сюжет
В основі сюжету — розповідь про героїчні дні оборони Петрограда від військ білого генерала Юденича (1919). У центрі подій — розкриття контрреволюційної змови.

## У ролях
- Юрій Каюров — В. І. Ленін
- Павло Кашлаков — Павло Андрійович Благовидов, брат Іллі
- Георгій Куликов — Ілля Андрійович Благовидов, інженер, брат Павла, чоловік Ірини
- Аріадна Шенгелая — Ірина Володимирівна, дружина Іллі Благовидова
- Тетяна Іванова — Санька, домробітниця професора Завадського
- Вадим Яковлєв — Костя Осокін
- Казімірас Віткус — Ян Карлович
- Володимир Самойлов — Гаврило Лукич Кубанцев, колишній жандарм
- Анатолій Ромашин — Григорій Костянтинович Горчилич, військовий капітан
- Микола Тимофєєв — Роман Антонович Незнамов, полковник
- Ніна Веселовська — Вікторія Федорівна, контрреволюціонерка
- Олексій Кожевников — Вадим Іларіонович Лужанін, поет
- Костянтин Адашевський — Артур Савелійович Завадський, професор, чоловік Зої Інокентіївни
- Петро Горін — Ларіонов, колишній підполковник, воєнспец-інструктор
- Нодар Шашик-огли — Олександр Семенович Раков, воєнком бригади
- Олександр Ліпов — Олексій Лабзаєв, червоноармієць
- Сергій Плотников — Микола Миколайович Юденич
- Станіслав Фесюнов — Олександр Павлович Родзянко, генерал
- Юрій Дєдович — Роман Антонович Станіслав Булак-Балахович, полковник, отаман
- Дмитро Бєссонов — Владимиров, колишній жандарм, генерал, довірена особа Юденича
- Всеволод Соболєв — Зайцев, офіцер
- Микола Федорцов — Самсонієвський, військовий капітан
- Олександр Афанасьєв — контрреволюціонер
- Ігор Боголюбов — Таврін, червоний командир полку
- Зінаїда Дорогова — дружина Ларіонова
- Лев Жуков — Купше, комісар
- Сергій Заморєв — псковитянин, більшовик, засуджений до страти
- Олексій Колобов — псковитянин, схоплений солдатами отамана Булак-Балаховича
- Володимир Марьєв — контрреволюціонер
- Анна Парамонова — приятелька Вікторії Федорівни
- Геннадій Нілов — офіцер в Ямбурзі
- Костянтин Смирнов — епізод
- Геннадій Судаков — епізод
- Віталій Щенников — епізод
- Володимир Еренберг — Вільгельм Іванович, голова контрреволюційного Національного центру
- Марина Юрасова — Марія Дмитрівна, приятелька Вікторії Федорівни
- Михайло Іванов — німецький кореспондент
- Олег Лєтніков — епізод
- Олександр Суснін — поранений червоноармієць
- Олександр Анісімов — управдом
- Валерій Гатаєв — білогвардійський офіцер
- Валерій Смоляков — гість
- Георгій Куровський — член контрреволюційного Національного центру
- Володимир Карпенко — робітник Ижорського заводу
- Валентин Жиляєв — білогвардієць
- Михайло Ордовський — полковник Люндеквіст

## Знімальна група
- Режисер — Геннадій Казанський
- Сценаристи — Всеволод Кочетов, Геннадій Казанський
- Оператор — Дмитро Месхієв
- Композитор — Надія Симонян
- Художник — Семен Малкін